# Порядок творения
Порядок творения (ивр. םדר השתלשלות‎, «Се́дер хишталшелу́т») — понятие из каббалы и хасидской философии, согласно которому происходит нисхождение Бога через Духовные миры в Творение.   Каждый духовный мир — творческая стадия по переходу Бога от себя самого к созданию физического мира. Каббала описывает парцуфим, то есть божественные проявления в этих Духовных мирах. Материальная Вселенная — конец этого процесса и единственный физический мир. Хасидская мысль Хабада объясняет «Порядок творения», касаясь психологии человека как средство установления связи человека с Богом, ставя своей задачей постижение божественной вездесущности в этом материальном мире. В более широком смысле в «Порядок творения» включены все предыдущие уровни до «Духовных миров». Духовные уровни описаны в лурианской каббале, схеме Ицхака Лурии (1534—1572), основе современного еврейского мистицизма. Лурианская каббала расширила и объяснила более раннюю средневековую/классическую Каббалу. Лурианская каббала описывала уровни божественности Хокмы (цимцум и разрушение), которые предшествовали «рационально» воспринимаемым уровням Бины средневековой Каббалы Моше Кордоверо. Хасидское исследование Хабада описало уровни Кетер (воли) Божественного намерения.

## Верхнее Единство

### Свет бесконечности (Ор Эйн Соф)
Согласно каббале, перед началом творческого процесса «Порядка творения» был только «Бесконечный Свет Бога» (Ор Эйн Соф). Каббала рассматривает вопрос о том, представляет ли Эйн Соф божественную сущность Бога или Бога как Первопричину. Философия Хабада исследует «божественную сущность» (ивр. עצמות‎, Ацму́т) в процессе творения. Десять стадий Бесконечного Света Бога в каббалистической терминологии до начала Творения:
- Божественная сущность (Ацму́т[англ.])[3]
- «Одиночка» (Яхид )[4]
- «Один» (Эхад )[5]
- «Наслаждение собой» (Шаашуим Ацмиим )[6]
- «Восхождение воли» (ивр. עלית הרצון‎, «Алият ха-Рацон» )[7]
- «Первоначальная мысль» (Ана Эмлох )[8]
- «Бесконечное» (Эйн Соф) . Это термин для Непознаваемого Бога в Каббале, Бога как бесконечного источника жизни, непрерывно поддерживающего всё Творение в Существовании, находящегося выше Бытия и Небытия, выражающего себя через совокупность Творения божественных душ человечества (Антропоса)[9]
- Кадмон[10]
- «Первозданная атмосфера» (ивр. אוויר קדמון‎, Авир Кадмон)[11]
- «Скрытый Изначальный Человек» (Адам Кадмаа Стимаа), Божья воля[англ.] для Творения до Сокращения (цимцум)[12].

### Цимцум

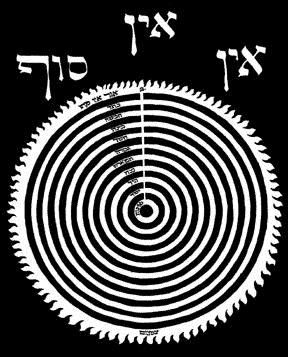
Метафорическая диаграмма тонкой линии света Кав, нисходящей из Ор Эйн Соф в вакуум Халал, чтобы излучать скрытые 10 сфирот в Адам Кадмон

В новых доктринах лурианской каббалы преподавалось три этапа «Сокращения Бога»(Цимцум) для выделения места для Творения. Сам процесс был описан как «Тайна сокращения» (ивр. םוד הצִמצוּם‎, «Сод ха-Цимцум»). После Лурии эти стадии были расширены:
- Цимцум, сокращение Бесконечного Света Бога для создания «Вакуума» (ивр. חָלָל‎, «Халаль»)[13]
- «Впечатление»: Свет, оставшийся в вакууме, Остаток (ивр. רשמו‎ , «Решимо»)[14]
- «Пустое пространство» (ивр. חָלָל‎ , «Халаль»)
- «Линия/Луч» (ивр. קו‎ , «Кав» ), новый божественный свет, излучаемый в изначальную пустоту[15]
- «Пространство, Эфир» (ивр. אוויר‎ , «Авир» ): в нём божественный свет, созданный именно Богом, обрёл форму в творении и существах или был сублимирован в духовные модальности ангелов и душ живых существ (см. гилеморфизм). По причине своей духовной природы «Эфир» связан с Адамом и Евой до первородного греха, но в естествознании «Эфир» — это модальность, касающаяся орбитального механизма создания созвездий и кремния в эзотерических традициях Восточной Европы. «Небесно-зелёный цвет» — это первая радужка Юпитера. В более доступной Галахе все это соответствует краске (техелет) нитей (цицит) талита.
- Швират ха-келим (ивр. שבירת הכלים‎, «Разбиение сосудов») — понятие в каббале: космическая катастрофа, предшествующая появлению мира.

### Адам Кадмон
Адам Кадмон («Первобытный человек» или «Антропос»)— антропоморфный термин для пятого Духовного мира, находящегося выше мира Ацилут. Проявление божественной воли к творению после «Сокращения Бога» (Цимцум). Его парадоксальная природа выражается как в Адаме (творении), так и в Кадмоне («первичном» божестве). Как воля Кетер, это чистый свет, ограниченный своим будущим потенциалом создания сосудов (ивр. כלים‎, «келим», будущие души). Иногда его считают первым из Пяти Миров, но его высшая трансцендентность наступает до появления сфирот и разрушения их сосудов:
- «Первоначальное желание»(ивр. רצון קדום‎«Рацон Кадум»)
- Адам Кадмон («Первоначальный человек»)[16]
- Пять видов света[англ.] из глаз, ушей, носа, рта и лба» Адама Кадмона[17]

### Акудим, Некудим, Берудим
Согласно лурианской каббале, три Мира «света» и «сосудов» возникли в результате взаимодействия разных видов света, исходящих от Адама Кадмона. Каждый из миров олицетворяет различные этапы, построенные из десяти сфирот. Их развитие соответствует архетипическим процессам Тоху (Хаос) и Тиккун  (Исправление), описанным Лурией. Хаос (Тоху) стал причиной разрушения сосудов сфирот, катастрофического изгнания в творении:
- Акудим[англ.]: десять огней в одном сосуде — Связывание[18]
- Некудим[англ.]: десять изолированных огней в десяти сосудах — Нестабильный Хаос[19]
- Берудим[англ.]: десять взаимосвязанных огней в десяти сосудах — начало процесса исправления (Тиккун)

### Кетер Ацилут
Мир Ацилут — первый из  Духовных миров, в совокупности представляющих собой миры исправления сосудов, разбитых Хаосом. Ацилут завершает Высшее исправление, начавшееся в Берудим, посредством трансформации сфирот в «персоны» божественного (парцуфим). Парцуфим гармонизируют сфирот в полностью взаимодействующих конфигурациях в форме Человека. Исправление Ацилут начинается с исправления его Кетер («Короны»). Восемь стадий исправления в Короне:
- Ветхий денми, верхняя часть Кетер
- Арих Анпин, нижняя часть Кетер[20]
- «Непознаваемая голова» (Рейша Д’ло Итьяда[21]
- «Голова Небытия» ( Рейша д'Айин)[22]
- Голова бесконечности (Рейша д’Арих)[23]
- Гальгальта «Череп», Кетер Арих Анпина[24]
- «Скрытый мозг» (Моха Стимаа), происхождение хохмы («Мудрость») Арих Анпина[25]
- Борода  («Дикна») сжимает свет Арих Анпина через тринадцать атрибутов милости[26]

### Ацилут
Десять личностей (парцуфим) после Кетер исправили первый мир, Ацилут. Каждая из шести основных и двенадцати второстепенных личностей состоит из десяти сфирот. Взаимодействие личностей исправляет Ацилут навечно, завершая верхнее исправление. Искупление падших искр человеком (Антропосом) исправляет три нижних Мира. Мир Ацилут отделён от трёх независимых нижних миров, в нём есть только сознание божественного единства, нет самосознания. Бесконечная проницательность Хокмы выходит за рамки интеллектуального понимания. Сотворение из Ничто рассматривается с точки зрения «Ничто» (ивр. אין‎, «Эйн»), осознающего свое несуществование в «Уничтожении Сущности» (ивр. ביטול העצמית‎ ,"Битуль ха-Ацмит):
- «Отец» («Аба»), персона (парцуф) Хохмы[27]
- «Мать» (Има), персона (парцуф) Бины
- «Высший Отец»(Абба Илаах), верхняя второстепенная персона (парцуф) Хокмы[28]
- Имма Илаах («Высшая Мать») Верхняя вторичная персона Бины[29]
- Исраэль Сабба «Израиль Старший»: Иаков в еврейской Библии, второстепенная персона Хохмы
- Тевуна («Понимание») Нижняя вторичная персона Бины[30]
- Зеир Анпин («Короткое лицо»): Общая персона эмоций
- Нуква д-Зеир Анпин: «Женщина с коротким лицом», Общая персона Малхут
- Лия: первая жена Иакова, высшая второстепенная персона Малхут
- Рахиль: вторая жена Яакова, низшая второстепенная персона Малхут[31]

Последняя сфира Малкут, становится первой сфирой, Короной (кетер), следующего Царства. Малкут Ацилут, называемая «речью Бога», источником пророчества, является общим источником независимого творения.
- Мир Ацилут[32]

## Нижнее Единство
Начало самосознающего эго, духовные миры, воспринимающие себя существующими как независимые от Бога. Эти Миры могут достичь только Уничтожение Бытия  (Битуль ха-Еш ), а не Уничтожения Сущности (Битуль ха-Ацмит ), характерного для Ацилут.

### Брия

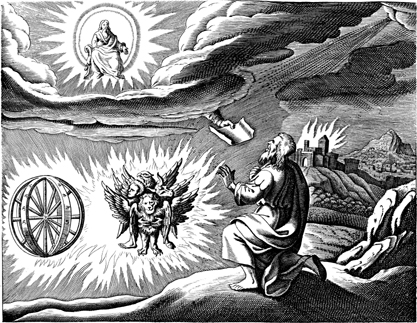
Еврейские пророки представляли себе Престол Божий Берии в окружении ангельской свиты. В Каббале Исайя 6 видел от Берии, Иезекииль 1 видел от Йециры

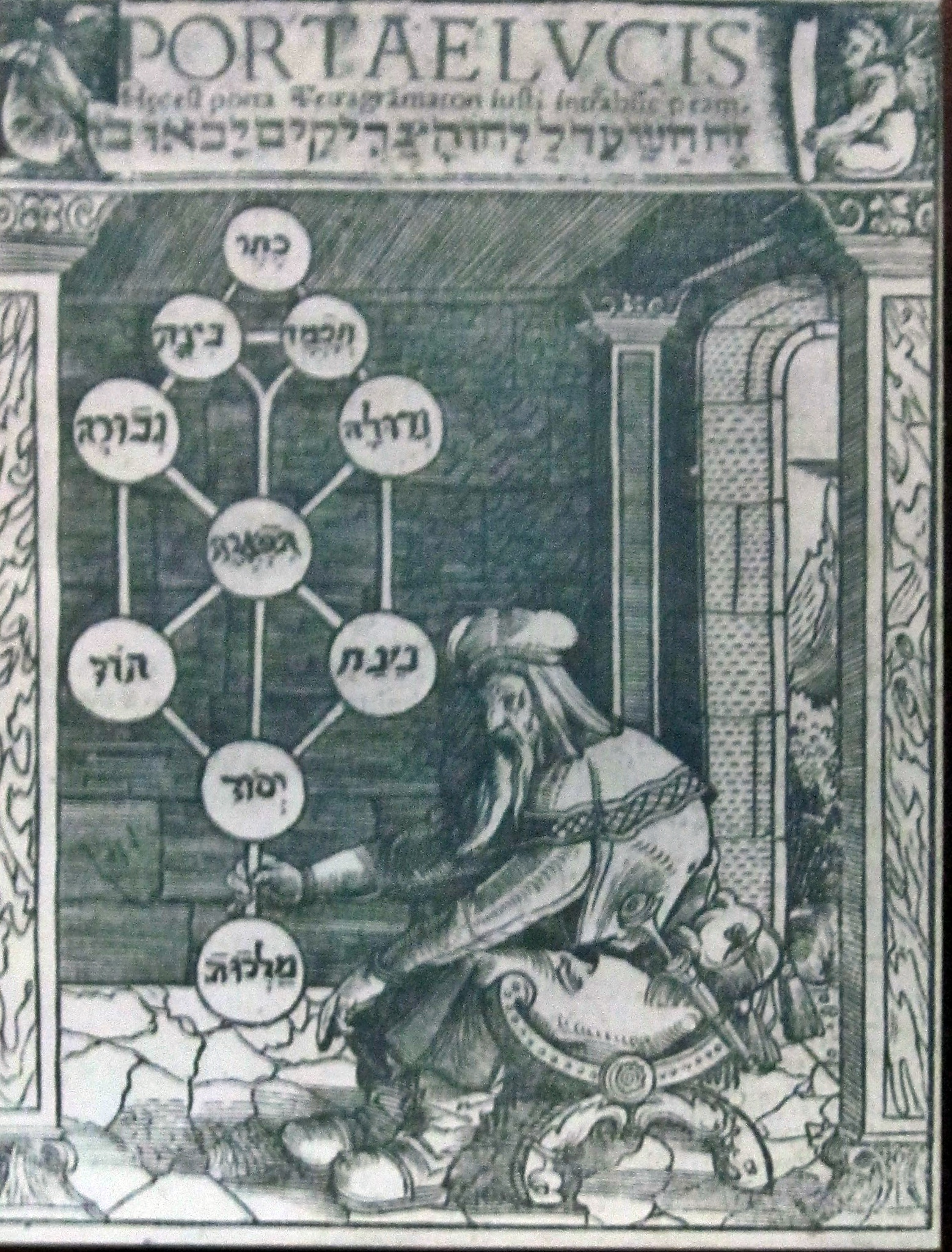
Созерцание Божественных эманаций в теософской Каббале дает преимущество эзотерическому ученому над видениями пророка в когнитивном понимании высших уровней Божественности

Бина (Божественное Понимание), интеллект осознанно постигающий Божественную трансцендентность и удалённость Бога от Брии. Мир Престола Божьего, метафорически, куда нисходит («сидит») Божественный Антропос Ацилут, чтобы управлять независимым Творением сверху.
- Олам Брия («Мир Творения»)

### Йецира
В этом мире преобладают Божественные Эмоции (Зеир Анпин). Мир ангелов, которые служат Богу с эмоциональным самоотречением.
- Олам Ха- Йецира («Мир Формирования»)

### Асия
Асия — это духовный мир, но с низшим физическим аспектом (наша Вселенная). В этом мире преобладает сфира Малхут (Божественное Владычество).
- Олам Ха' Асия («Мир Действия»)[33]

### Асия Гашмит
Охватывает последние две сфиры Йесод и Малкут Духовной Асии. Представляет собой нашу физическую Вселенную.
- Асия Гашмит («Физическое действие»)

## Аналогии для Порядка Творения
Основные этапы этого «Порядка Творения» сверху вниз:
- «Сущность Бесконечного Света (Ацмут Ор Эйн Соф) перед Сжатием» ( Цимцум)
- Цимцум («Сокращение»)
- Решимо («Впечатление»)
- Кав («Линия Света»)
- Рацон Кадум («Первоначальное желание»)
- Адам Кадмон («Первородный человек»)
- Ацилут («Мир Эманации»)
- Масах («Занавес»)
- Брия («Мир творения»)
- Йецира («Мир Формирования»)
- Асия («Мир действия»)

Каждый уровень содержит бесчисленное множество деталей.
Цель хасидской мысли состоит не в том, чтобы узнать о многих различных уровнях, а в мысли о том, что на самом деле Бог общается с человеком напрямую, и «нет никого, кроме Него». (Втор. 4:35). Так, Тания утверждает, что изучение «Порядка творения» приведёт человека к «полноте сердца». Для объяснения единственности Бога приводится аналогия с разговором двух людей по телефону. Голос одного человека должен пройти множество стадий, прежде чем он достигнет другого. Однако эти двое разговаривают друг с другом, а не со своими телефонами.
Ниже приведены соответствующие аналогии для всех основных стадий «Процесса творения» по аналогии с человеком, который хочет дом, начиная сверху (изначальные желания) и спускаясь вниз (пока желание не будет реализовано).
- 1стадия — сущность души человека. Существует только сам человек, который на данный момент не имеет явного желания иметь дом . Однако, поскольку он человек, его природе свойственно в какой-то момент пожелать дом. На этой стадии, однако, это желание вообще не имеет никакого независимого существования, а является просто частью его души.
- «Сжатие и Впечатление» (Цимцум и Решимо): Человек понимает, что его конечным желанием будет выразить свое истинное «я» через вещи, которые отделены от него самого (музыка, искусство, дом и т. д.). Сами решения ещё не приняты. Его «я» каким-то образом оставит свой собственный отпечаток на вещах (Впечатление, «Решимо»), через которые он решит выразить себя
- «Измерительная линия» (Кав): Аналог — суждение человека. Каждый выбор человека выражает его сущность. На этом этапе ещё нет явного желания иметь дом, а есть только подсознательная структура, которая в конечном итоге будет использована, когда он начнёт желать его.
- «Первоначальное желание» (Рацон кадом): Человек, скорее всего, стал старше, он начинает чувствовать желание независимости и принадлежности, как частное выражение изначального желания выразить себя. Но теперь оно специфично для желания чувства удовлетворенности и ощущения того, что он «дома». На этом этапе он все ещё не желает именно дом, но желает счастья. Он все ещё может выражать это желание другими способами, помимо обладания домом ( общение с друзьями,  участие в различных мероприятиях), чтобы достигать чувства принадлежности и удовлетворенности.
- Адам Кадмон Теперь человек впервые смотрит на внешний мир. До этого момента он думал только о себе и своих желаниях. Теперь, чтобы воплотить это желание в жизнь, он должен решить, что именно в физическом мире будет соответствовать этим желаниям. На этой стадии принимается решение , что лучший способ интегрироваться в общество — это иметь дом (выбор из множества опций). На этой стадии осуществляется выбор дома, соответствующего его характеру, чтобы наилучшим образом выразить самого себя. Осознаются собственные желания и потребности человека и осуществляется выбор типа «дома».
- Кетер Ацилут («Корона Мира Ацилут»): Этот этап является результатом ассоциаций, созданных в мире Адам Кадмон, а именно, конкретного желания конкретного дома. На этом этапе две концепции: Арих Анпин-Внешний/Хицонеют Кетер: Желание этого конкретного дома; и Атик Йомин-Внутренний/Пнимиют Кетер: Удовольствие, которое он получает от знания того, что это выразит то, кем он является. Ацилут («Мир Эманации»): Мир Адам Кадмон уже включил все детали уровней ниже. Однако фактические детали появляются только по мере необходимости.  На этом этапе он может сесть со своей женой или агентом по недвижимости и прояснить, каким именно он хочет видеть свой дом. Этот этап включает Хохму (Мудрость) мира Ацилут, когда человек создаёт общую картину того, что он хочет абстрактно, «теплый дом». Бина (Понимание) мира Ацилут включает в себя выяснение того, каковы компоненты такого дома, в то время как в мире Адам Кадмон выбрал тип домов подходят для такого типа человека как он. Здесь человек также решает, что практично, основываясь на том, сколько у него денег и что доступно и т. д. Человек придумывает парцуф Зеир Анпин (Зеир Анпин, З"А — «Маленькое Лицо» — Эмоции) мира Ацилут: этот этап — картина того, что хорошо, а что плохо. Здесь он устанавливает, что приблизит его к его цели (дому его мечты. У него будет Хесед (любовь) к вещам, которые ему понравятся. У него будет Гвура (страх или ненависть) к вещам, которые ему не понравятся. У него будет Тиферет (красота) за компромиссы, на которые он идёт (или красоту, которая в результате получается) и Нецах (чувство победы, несмотря на трудности), желание пойти и получить то, что он хочет, и Ход (чувство не соглашаться на что-то меньшее, чем он хочет). У него будет Йесод (чувство, которое формирует компромисс между Нецах и Ход). Это приводит к этапу Малхут («Царство» или актуализация), здесь он будет говорить о том, что он на самом деле собирается делать. Фактически скажет агенту по недвижимости, чего он хочет, что он готов принять, а что нет, что он любит и ненавидит и т. д. Все желания уже заданы, но реальный процесс строительства дома ещё не произошел.
- Брия («Мир творения»): На этом этапе агент по недвижимости суммирует данные о том, какой дом хочет клиент. Если человек сказал, что хочет дом, в котором он может плавать, агент по недвижимости переведёт это в требование дома с бассейном или дома на пляже. Процесс связи высших желаний  с вещами в реальном мире называется масах (экран).
- Йецира («Мир Формирования»): Этап выяснения точных размеров, форм, материалов дома (кирпич, известняк, дерево). Если предполагаются вечеринки, им, вероятно, следует положить пол из твердых пород дерева вместо ковра. Создание поэтажного плана.
- Асия Руханит («Духовный мир действия»): Теперь этот план должен попасть к строителям. Строители анализируют чертёж и выясняют детали процесса стройки.
- Асия Гашмит («Физический мир действия»): Строители возводят физическую структуру дома.

### Анализ аналогий
Хасидские тексты предлагают множество аналогий того, как «Порядок Творения» существует внутри человека, одновременно подчеркивая, что это всего лишь аналогии. Истинная аналогия касается того, как Бог взаимодействует с нашим миром. Подобно дому, Бог желает иметь «место обитания» в этом мире. Это значит, что Он желал, чтобы Его Сущность была раскрыта посредством этого мира. Истинная цель изучения «Порядка творения» заключается в выборе точки, объединяющей все аналогии, и применить её к тому, как Бог открывается в нашем мире напрямую.
Многие научные работы были посвящены пониманию и анализу того, почему использовались определённые аналогии, почему некоторые из них не используются, а некоторые непоследовательны в применении.

## Отношение к западной философии
Предполагается, что недавние толкования «Порядка Творения» школой интеллектуального хасидизма Хабад  могли быть созданы под влиянием западной философии. Различные дихотомии, упоминаемые в западной философии, похожи на те, которые упоминаются в поздних хасидских текстах: Форма/Материя, Чувство/Ощущение, Первоначальное Познание/Семиотическое Познание/Семиотический Переход, а сочинения Ребе Рашаба почти идентичны сочинениям Г. В. Ф. Гегеля.
Возражения сторонников хасидской философии:
- дихотомии, упомянутые в хасидских текстах, берут свое начало в источниках, предшествовавших западной философии
- интеллектуальный хасидизм является мудростью, которая включает в себя другие мудрости, он обязательно будет ссылаться на все другие формы мудрости, как западные, так и иные. Это является свидетельством того, что хасидская философия затрагивает, объединяет любую другую мудрость, в том числе и светскую.

Книги Сэнфорда Дроба вводят теософскую схему «Порядка творения» лурианской каббалы в диалог с современной и постмодернистской философией и психологией. Он рассматривает лурианскую схему как сущностный миф, который превосходит и включает в себя светские дисциплины, обогащая их, давая интеллектуальное понимание лурианского мифа, раскрывая его грани в человеческой жизни. Этот диалог включает в себя гегелевскую диалектику и её применение в марксизме, фрейдизме, типологии Юнга и деконструктивизме, а также в древних системах мысли.